# زاهو
زاهو، هو لقب زهيرة درابيد (10 ماي 1980، باب الزوار)، مغنية آر اند بي جزائرية عالمية، تعيش حاليا في مونتريال (كيبيك، كندا).

## نشأتها
عندما بلغت زاهو الثامنة عشرة، هاجرت مع عائلتها إلى كندا، وهناك تأكدت رغبتها المهنية الحقيقية في ممارسة الموسيقى والغناء، فراحت تصقل موهبتها من طريق دروس في الغناء وفي طريقة استخدام صوتها وحنجرتها، إلى أن التقت المنتج الموسيقي الفرنسي فيل غريس المقيم في كندا، والذي سمح لها بتسجيل أسطوانة أولى كانت زاهو كتبت كلمات أغانيها بنفسها.وعرفت الأسطوانة نجاحاً لا بأس به، ما شجع المنتج غريس على طلب أغنيات جديدة من زاهو.
بعد حضورها سهرة أحياها الفنان القبيلي إيدير في كندا، راحت تلتقيه في كواليس المسرح وتسلمه كلمات أغنية مكتوبة من أجله منذ فترة طويلة. إطلع إيدير على الأغنية المكتوبة وأعجب بها، وقال لزاهو أنه سيغنيها ولكن شرط أن تغنيها هي معه في شكل ثنائي. وهكذا وجدت زاهو نفسها في باريس تحيي مجموعة من الحفلات فوق مسرح كبير مع النجم القبيلي، وتصدر أسطوانة تضمنت أغاني رددتها في صحبته، فعرفت النجاح واستقرت في عاصمة النور حيث صارت تكتب وتردد أغاني تتأرجح ما بين لوني الـ «آر أند بي» والراب، بالإضافة إلى تسجيل أغنية باللغة العربية عنوانها «ديما» (دوماً باللهجة الجزائرية) في إطار أسطوانة ساهم فيها التونسي بشير المعروف في فرنسا بلقب «تونزيانو».
تشارك زاهو في الدفاع عن حقوق المرأة، سواء من طريق المشاركة في ندوات أم بواسطة كلمات أغانيها، ما يجلب لها الكثير جداً من المعجبات، خصوصاً بين صفوف الشابات المغتربات المنتميات إلى جذور عربية في فرنسا.

## مؤلفاتها
أحدث أغاني زاهو عنوانها «زاهو سي شيلو» (زاهو الغريبة الأطوار) التي ضربت الأرقام القياسية في المبيعات وفازت بجوائز موسيقية فرنسية جيدة أهمها جائزة «أفضل مغنية شابة» في مسابقة «انتصارات الموسيقى».

### فردي
- "Hey papi" مع السوبرانو (2006)
- "Lune de miel" مع دون شوا (2008)
- "Je te promets" (2008)
- "C'est chelou" (2008) «زاهو سي شيلو»
- "La roue tourne" مع تونزيانو.
- "Kif'n´Dir" كيف ندير.
- "La Roue Tourne"
- "elle venait du ciel" مع la fouine.

## وصلات خارجية
- زاهو على موقع IMDb (الإنجليزية)
- زاهو على موقع روتن توميتوز (الإنجليزية)
- زاهو على موقع ألو سيني (الفرنسية)
- زاهو على موقع ميوزك برينز (الإنجليزية)
- زاهو على موقع أول ميوزيك (الإنجليزية)
- زاهو على موقع ديسكوغز (الإنجليزية)
- زاهو على موقع ديسكوغز (الإنجليزية)
- زاهو على موقع قاعدة بيانات الفيلم (الإنجليزية)

- موقع زاهو الرسمي